# Свириновка (Мозырский район)
Свириновка (бел. Свірынаўка) — деревня в Каменском сельсовете Мозырского района Гомельской области Республики Беларусь.
На востоке и западе граничит с лесом.

## География

### Расположение
В 24 км на юго-запад от Мозыря, 154 км от Гомеля, 10 км от железнодорожной станции Козенки (на линии Калинковичи — Овруч).

### Гидрография
На юге начинается безымянная река (приток реки Мытва).

## Транспортная сеть
Транспортные связи по просёлочной, затем автодороге Мозырь — Махновичи. Планировка состоит из короткой прямолинейной меридиональной улицы, к которой на юге присоединяется вторая короткая улица. Застройка двусторонняя, неплотная, деревянная, усадебного типа.

## История
По письменным источникам известна с XIX века как хутор Свирнище в Мелешковичской волости Мозырского уезда Минской губернии. В 1931 году жители вступили в колхоз. Во время Великой Отечественной войны 15 жителей погибли на фронте. Согласно переписи 1959 года в составе совхоза «Мозырская овощная фабрика» (центр — деревня Каменка).

## Население

### Численность
- 2004 год — 20 хозяйств, 41 житель.

### Динамика
- 1897 год — 4 двора, 16 жителей (согласно переписи).
- 1925 год — 26 дворов.
- 1959 год — 155 жителей (согласно переписи).
- 2004 год — 20 хозяйств, 41 житель.